# Pione Sisto
Pione Sisto Ifolo Emirmija (Kampala, 4 febbraio 1995) è un calciatore ugandese naturalizzato danese, di origini sudsudanesi, centrocampista o attaccante dell'Arīs Salonicco.

## Biografia
È nato a Kampala, in Uganda, da genitori originari del Sudan del Sud. All'età di due mesi la sua famiglia emigra in Danimarca. Nel dicembre del 2014 ottiene la cittadinanza danese.

## Caratteristiche tecniche
Gioca nel ruolo di ala o di esterno, prevalentemente sulla fascia sinistra.

## Carriera

### Club

#### Giovanili
Cresce calcisticamente nelle file del Tjørring, dove gioca dal 2002 al 2010, e successivamente nel settore giovanile del Midtjylland, club della Superligaen, il campionato di prima divisione danese, dove gioca dal 2010 al 2013.

#### Midtjylland
Esordisce in campionato il 18 novembre 2012 contro il Copenaghen, subentrando al 62' minuto di gioco a Marco Larsen. Il 29 novembre seguente esordisce nella Coppa di Danimarca, giocando da titolare contro il Randers.
Il 21 agosto 2014 esordisce in UEFA Europa League, giocando nei preliminari contro i greci del Panathīnaïkos. Quella stagione stessa conquista il titolo di Campione di Danimarca. La stagione successiva esordisce in Champions League, giocando nei preliminari contro i gibilterrini del Lincoln Red Imps il 14 luglio 2015. Il 18 febbraio 2016, nella gara di andata dei sedicesimi di finale di Europa League che ha avuto luogo a Herning fra Midtjylland e Manchester United, sigla la rete del momentaneo vantaggio, partita terminata con la vittoria della sua squadra per 2-1. Nella gara di ritorno, che ha avuto luogo a Manchester la settimana successiva, segna il gol del momentaneo 0-1.

#### Celta Vigo
Il 31 luglio 2016, a campionato già iniziato, Sisto viene ceduto alla società spagnola del Celta Vigo per la somma di 5 milioni di euro. Esordisce con la maglia dei galiziani nella Liga spagnola il 22 agosto seguente contro il Leganés e nella Coppa del Re il 22 dicembre, contro l'UCAM Murcia.

### Nazionale
Sisto viene convocato dal commissario tecnico dell'Under-21 danese Jess Thorup per partecipare all'Europeo di categoria del 2015. Esordisce nella competizione il 17 giugno contro i padroni di casa della Repubblica Ceca, subentrando al 57' minuto di gioco a Viktor Fischer e siglando la rete del definitivo 2-1 in favore dei danesi all'84'.
Il 4 settembre 2015 seguente esordisce nella nazionale maggiore, all'epoca allenata da Morten Olsen, giocando da titolare per un tempo nella sfida di qualificazione al Campionato europeo di calcio 2016 contro l'Albania. Viene convocato per il Mondiale 2018, durante il quale fa parte in tre occasioni dell'undici titolare della squadra danese, subentrando invece nei supplementari nell'ultima partita giocata dalla Danimarca, persa ai rigori contro la Croazia.

## Statistiche

### Presenze e reti nei club
Statistiche aggiornate al 23 luglio 2024.
| Stagione           | Squadra            | Campionato         | Campionato | Campionato | Coppe nazionali | Coppe nazionali | Coppe nazionali | Coppe continentali | Coppe continentali | Coppe continentali | Altre coppe | Altre coppe | Altre coppe | Totale | Totale |
| Stagione           | Squadra            | Comp               | Pres       | Reti       | Comp            | Pres            | Reti            | Comp               | Pres               | Reti               | Comp        | Pres        | Reti        | Pres   | Reti   |
| ------------------ | ------------------ | ------------------ | ---------- | ---------- | --------------- | --------------- | --------------- | ------------------ | ------------------ | ------------------ | ----------- | ----------- | ----------- | ------ | ------ |
| 2012-2013          | Midtjylland        | SD                 | 10         | 0          | CD              | 1               | 0               | -                  | -                  | -                  | -           | -           | -           | 11     | 0      |
| 2013-2014          | Midtjylland        | SD                 | 27         | 6          | CD              | 2               | 3               | -                  | -                  | -                  | -           | -           | -           | 29     | 9      |
| 2014-2015          | Midtjylland        | SD                 | 22         | 8          | CD              | 0               | 0               | UEL                | 2                  | 0                  | -           | -           | -           | 24     | 8      |
| 2015-2016          | Midtjylland        | SD                 | 29         | 4          | CD              | 0               | 0               | UCL+UEL            | 4+9                | 0+4                | -           | -           | -           | 42     | 8      |
| lug.-ago. 2016     | Midtjylland        | SD                 | 2          | 2          | CD              | 0               | 0               | UEL                | 5                  | 4                  | -           | -           | -           | 7      | 6      |
| set. 2016-2017     | Celta Vigo         | PD                 | 30         | 3          | CR              | 6               | 1               | UEL                | 13                 | 2                  | -           | -           | -           | 49     | 6      |
| 2017-2018          | Celta Vigo         | PD                 | 34         | 5          | CR              | 2               | 1               | -                  | -                  | -                  | -           | -           | -           | 36     | 6      |
| 2018-2019          | Celta Vigo         | PD                 | 25         | 2          | CR              | 2               | 0               | -                  | -                  | -                  | -           | -           | -           | 27     | 2      |
| 2019-2020          | Celta Vigo         | PD                 | 21         | 2          | CR              | 2               | 2               | -                  | -                  | -                  | -           | -           | -           | 23     | 4      |
| Totale Celta Vigo  | Totale Celta Vigo  | Totale Celta Vigo  | 120        | 12         |                 | 12              | 4               |                    | 13                 | 2                  |             | -           | -           | 135    | 18     |
| 2020-2021          | Midtjylland        | SL                 | 30         | 8          | CD              | 4               | 0               | UCL                | 8                  | 0                  | -           | -           | -           | 42     | 8      |
| 2021-2022          | Midtjylland        | SL                 | 24         | 2          | CD              | 5               | 0               | UCL+UEL+UECL       | 2+6+2              | 0+0+0              | -           | -           | -           | 39     | 2      |
| 2022-2023          | Midtjylland        | SL                 | 12         | 3          | CD              | 0               | 0               | UCL+UEL            | 3+5                | 2+0                | -           | -           | -           | 20     | 5      |
| Totale Midtjylland | Totale Midtjylland | Totale Midtjylland | 156        | 33         |                 | 12              | 3               |                    | 46                 | 10                 |             | 0           | 0           | 214    | 46     |
| 2023-2024          | Alanyaspor         | SL                 | 20         | 1          | TK              | 3               | 1               | -                  | -                  | -                  | -           | -           | -           | 23     | 2      |
| Totale carriera    | Totale carriera    | Totale carriera    | 286        | 46         |                 | 26              | 5               |                    | 59                 | 12                 |             | 0           | 0           | 371    | 63     |

### Cronologia presenze e reti in nazionale
| Cronologia completa delle presenze e delle reti in nazionale ― Danimarca | Cronologia completa delle presenze e delle reti in nazionale ― Danimarca | Cronologia completa delle presenze e delle reti in nazionale ― Danimarca | Cronologia completa delle presenze e delle reti in nazionale ― Danimarca | Cronologia completa delle presenze e delle reti in nazionale ― Danimarca | Cronologia completa delle presenze e delle reti in nazionale ― Danimarca | Cronologia completa delle presenze e delle reti in nazionale ― Danimarca | Cronologia completa delle presenze e delle reti in nazionale ― Danimarca |
| Data                                                                     | Città                                                                    | In casa                                                                  | Risultato                                                                | Ospiti                                                                   | Competizione                                                             | Reti                                                                     | Note                                                                     |
| ------------------------------------------------------------------------ | ------------------------------------------------------------------------ | ------------------------------------------------------------------------ | ------------------------------------------------------------------------ | ------------------------------------------------------------------------ | ------------------------------------------------------------------------ | ------------------------------------------------------------------------ | ------------------------------------------------------------------------ |
| 4-9-2015                                                                 | Copenaghen                                                               | Danimarca                                                                | 0 – 0                                                                    | Albania                                                                  | Qual. Euro 2016                                                          | -                                                                        | 46’                                                                      |
| 11-10-2015                                                               | Copenaghen                                                               | Danimarca                                                                | 1 – 2                                                                    | Francia                                                                  | Amichevole                                                               | -                                                                        | 69’                                                                      |
| 8-10-2016                                                                | Varsavia                                                                 | Polonia                                                                  | 3 – 2                                                                    | Danimarca                                                                | Qual. Mondiali 2018                                                      | -                                                                        | 75’                                                                      |
| 11-10-2016                                                               | Copenaghen                                                               | Danimarca                                                                | 0 – 1                                                                    | Montenegro                                                               | Qual. Mondiali 2018                                                      | -                                                                        | 63’                                                                      |
| 1-9-2017                                                                 | Copenaghen                                                               | Danimarca                                                                | 4 – 0                                                                    | Polonia                                                                  | Qual. Mondiali 2018                                                      | -                                                                        |                                                                          |
| 4-9-2017                                                                 | Erevan                                                                   | Armenia                                                                  | 1 – 4                                                                    | Danimarca                                                                | Qual. Mondiali 2018                                                      | -                                                                        | 67’                                                                      |
| 5-10-2017                                                                | Podgorica                                                                | Montenegro                                                               | 0 – 1                                                                    | Danimarca                                                                | Qual. Mondiali 2018                                                      | -                                                                        |                                                                          |
| 8-10-2017                                                                | Copenaghen                                                               | Danimarca                                                                | 1 – 1                                                                    | Romania                                                                  | Qual. Mondiali 2018                                                      | -                                                                        |                                                                          |
| 11-11-2017                                                               | Copenaghen                                                               | Danimarca                                                                | 0 – 0                                                                    | Irlanda                                                                  | Qual. Mondiali 2018                                                      | -                                                                        |                                                                          |
| 14-11-2017                                                               | Dublino                                                                  | Irlanda                                                                  | 1 – 5                                                                    | Danimarca                                                                | Qual. Mondiali 2018                                                      | -                                                                        |                                                                          |
| 22-3-2018                                                                | Brøndby                                                                  | Danimarca                                                                | 1 – 0                                                                    | Panama                                                                   | Amichevole                                                               | 1                                                                        | 72’                                                                      |
| 27-3-2018                                                                | Aalborg                                                                  | Danimarca                                                                | 0 – 0                                                                    | Cile                                                                     | Amichevole                                                               | -                                                                        | 77’                                                                      |
| 2-6-2018                                                                 | Solna                                                                    | Svezia                                                                   | 0 – 0                                                                    | Danimarca                                                                | Amichevole                                                               | -                                                                        | 46’                                                                      |
| 9-6-2018                                                                 | Brøndby                                                                  | Danimarca                                                                | 2 – 0                                                                    | Messico                                                                  | Amichevole                                                               | -                                                                        | 46’                                                                      |
| 16-6-2018                                                                | Saransk                                                                  | Perù                                                                     | 0 – 1                                                                    | Danimarca                                                                | Mondiali 2018 - 1º turno                                                 | -                                                                        | 67’                                                                      |
| 21-6-2018                                                                | Samara                                                                   | Danimarca                                                                | 1 – 1                                                                    | Australia                                                                | Mondiali 2018 - 1º turno                                                 | -                                                                        | 84’                                                                      |
| 26-6-2018                                                                | Mosca                                                                    | Danimarca                                                                | 0 – 0                                                                    | Francia                                                                  | Mondiali 2018 - 1º turno                                                 | -                                                                        | 60’                                                                      |
| 1-7-2018                                                                 | Nižnij Novgorod                                                          | Croazia                                                                  | 1 – 1 dts (3 – 2 dtr)                                                    | Danimarca                                                                | Mondiali 2018 - Ottavi di finale                                         | -                                                                        | 106’                                                                     |
| 9-9-2018                                                                 | Aarhus                                                                   | Danimarca                                                                | 2 – 0                                                                    | Galles                                                                   | UEFA Nations League 2018-2019 - 1º turno                                 | -                                                                        | 46’                                                                      |
| 13-10-2018                                                               | Dublino                                                                  | Irlanda                                                                  | 0 – 0                                                                    | Danimarca                                                                | UEFA Nations League 2018-2019 - 1º turno                                 | -                                                                        |                                                                          |
| 16-10-2018                                                               | Herning                                                                  | Danimarca                                                                | 2 – 0                                                                    | Austria                                                                  | Amichevole                                                               | -                                                                        |                                                                          |
| 7-10-2020                                                                | Herning                                                                  | Danimarca                                                                | 4 – 0                                                                    | Fær Øer                                                                  | Amichevole                                                               | -                                                                        | 46’                                                                      |
| 11-10-2020                                                               | Reykjavík                                                                | Islanda                                                                  | 0 – 3                                                                    | Danimarca                                                                | UEFA Nations League 2020-2021 - 1º turno                                 | -                                                                        | 79’                                                                      |
| 14-10-2020                                                               | Londra                                                                   | Inghilterra                                                              | 0 – 1                                                                    | Danimarca                                                                | UEFA Nations League 2020-2021 - 1º turno                                 | -                                                                        | 37’                                                                      |
| 18-11-2020                                                               | Lovanio                                                                  | Belgio                                                                   | 4 – 2                                                                    | Danimarca                                                                | UEFA Nations League 2020-2021 - 1º turno                                 | -                                                                        | 88’                                                                      |
| 15-11-2021                                                               | Glasgow                                                                  | Scozia                                                                   | 2 – 0                                                                    | Danimarca                                                                | Qual. Mondiali 2022                                                      | -                                                                        | 56’                                                                      |
| Totale                                                                   |                                                                          | Presenze                                                                 | 26                                                                       |                                                                          | Reti                                                                     | 1                                                                        |                                                                          |

## Palmarès

### Club

#### Competizioni nazionali
- Campionato danese: 1

Midtjylland: 2014-2015
- Coppa di Danimarca: 1

Midtjylland: 2021-2022